# 9 de agosto nos Jogos Olímpicos de Verão de 2008
O dia 9 de agosto foi o terceiro dia de competições dos Jogos Olímpicos de Verão de 2008. Neste dia foram disputadas competições de dezoito esportes.

## Esportes
| - Badminton - Basquetebol - Boxe - Ciclismo - Esgrima - Futebol - Ginástica - Halterofilismo - Handebol | - Hipismo - Judô - Natação - Pólo aquático - Remo - Tiro - Tiro com arco - Vela - Voleibol |

## Destaques do dia

### Ciclismo
Na prova mais longa do ciclismo olímpico, a de Estrada, o espanhol Samuel Sánchez vence após 245  km percorridos em quase seis horas e meia. Completam o pódio Davide Rebellin, da Itália e Fabian Cancellara, da Suíça.

### Esgrima
Os Estados Unidos da América conquistam as três medalhas em disputa na prova do sabre individual feminino, entrando no quadro de medalhas já com a segunda posição, logo atrás da China.

### Halterofilismo
Xiexia Chen conquista a primeira medalha de ouro da China, quebrando o recorde olímpico da categoria até 48 kg (117 kg no arremesso e 212 kg no total). Completam o pódio Sibel Ozkan, da Turquia e Wei-Ling Chen, do Taipé Chinês.

### Natação
- 400 m medley masculino: O estadunidense Michael Phelps quebra o recorde olímpico na eliminatória da prova e se classifica para a final com quase dois segundos de vantagem para o segundo colocado. O brasileiro Thiago Pereira faz o oitavo tempo e também se classifica para a final.[4]
- 100 m peito masculino: Na eliminatória da prova, o norueguês Alexander Dale Oen quebra o recorde olímpico, que antes pertencia ao estadunidense Brendan Hansen.[5]

### Tiro
- Carabina de ar feminino: Na primeira final dessa edição, a checa Katerina Emmons conquista o primeiro ouro dos Jogos, na prova Carabina de Ar, igualando o recorde olímpico. Lioubov Galkina, da Rússia, e Snjezana Pejcic, da Croácia, completam o pódio. A chinesa Li Du, que era favorita, termina a prova apenas em quinto.[6]
- Pistola de ar comprimido a 10 m masculino: O chinês Pang Wei vence a prova, conquistando a segunda medalha de ouro do país nos Jogos. Jin Jong Oh da Coréia do Sul conquista a prata e Kim Jong Su da Coréia do Norte termina em terceiro[7] (dias depois, o atleta norte-coreano foi flagrado exame antidoping. Sua medalha foi cassada e entregue a Jason Turner, dos Estados Unidos[8]).

## Campeões do dia
| Modalidade     | Evento                       | Atleta(s)               | País                |
| -------------- | ---------------------------- | ----------------------- | ------------------- |
| Ciclismo       | Corrida em estrada masculina | Samuel Sánchez          | ESP Espanha         |
| Esgrima        | Sabre individual feminino    | Mariel Zagunis          | USA Estados Unidos  |
| Judô           | Até 60 kg masculino          | Choi Min-Ho             | KOR Coreia do Sul   |
| Judô           | Até 48 kg feminino           | Alina Alexandra Dumitru | ROU Romênia         |
| Tiro           | Pistola de ar 10 m masculino | Pang Wei                | CHN China           |
| Tiro           | Carabina de ar feminino      | Kateřina Emmons         | CZE República Checa |
| Halterofilismo | Até 48 kg feminino           | Xiexia Chen             | CHN China           |

## Líderes do quadro de medalhas ao final do dia 9
| Ordem | País                | Medalha de ouro | Medalha de prata | Medalha de bronze |   |
| ----- | ------------------- | --------------- | ---------------- | ----------------- | - |
| 1     | CHN China           | 2               |                  |                   | 2 |
| 2     | USA Estados Unidos  | 1               | 1                | 1                 | 3 |
| 3     | KOR Coreia do Sul   | 1               | 1                |                   | 2 |
| 4     | CZE República Checa | 1               |                  |                   | 1 |
| 4     | ESP Espanha         | 1               |                  |                   | 1 |
| 4     | ROM Romênia         | 1               |                  |                   | 1 |